# بيجليو
بيجليو، هي بلدية في مقاطعة فروزينوني في الإيطالية المنطقة لاتسيو، تقع على بعد حوالي 50 كيلومتر (31 ميل) شرق روما وحوالي 30 كيلومتر (19 ميل) شمال غرب فروزينوني، ويوفر إطلالة بانورامية على وديان نهري ساكو وأنييني.

## تاريخ
وتم التعرف عليها مع العاصمة الرومانية القديمة، وهي مدينة هيرنيكان. كانت منطقتها مقرًا للعديد من المدن الرومانية الأرستقراطية.
وفي عام 1088 تم ذكره باسم كاستروم بيليوم؛ وفقًا للأسطورة، فإن الاسم سيشتق من الكلمة اللاتينية pileum، خوذة الجنرال الروماني كوينتوس فابيوس ماكسيموس فيروكوسوس. في تلك الفترة كانت تابعة لأسقف اناجني، ومنذ أواخر القرن الثاني عشر، كانت في البداية إقطاعية لعائلة دي بيليو ثم لعائلات دي أنطاكية. في عام 1347 استولت عليها كولا دي رينزو، ومنذ أواخر القرن الرابع عشر، كانت تحت سيطرة عائلة كولونا، التي احتفظت بها حتى عام 1816. في عام 1656 دمر الطاعون المدينة.
أصبح بيجليو جزءًا من مملكة إيطاليا المشكلة حديثًا في عام 1870. خلال الحرب العالمية الثانية، تم قصفها من قبل طائرات الحلفاء، مما أدى إلى تدمير حوالي 30 في المئة من الصروح.

## المعالم السياحية الرئيسية
- قلعة كولونا، ربما يرجع تاريخها إلى أوائل القرن الحادي عشر. الجزء السفلي، الذي تم الحفاظ عليه بشكل أفضل، من القرن الرابع عشر.
- كنيسة سانتا ماريا ماجوري (القرن الثالث عشر)، دمرت عام 1944 وأعيد تشكيلها على الطراز الباروكي بعد ذلك.
- كنيسة سان روكو مع لوحة جدارية من القرن الخامس عشر لمادونا وسانت لورانس والقديسين.
- كنيسة القديس لورانس، أُعيد تشكيلها عام 1773 ومرة أخرى في عام 1954.

## روابط خارجية
- الموقع الرسمي